# Жозеф Коку Коффіго
Джозеф Коку Коффіго (*1948) — колишній прем'єр-міністром Того (1991-1994). Міністр закордонних справ Того (1998-2000).

## Життєпис
Працював адвокатом. Був активістом правозахисних груп, довгий час був в опозиції до президента Еядема Гнассінгбе, який був авторитарним з 1967 року.
Він став главою уряду 27 серпня 1991 року, коли національна конференція поруч із президентом поставила прем'єр-міністра, щоб обмежити його повноваження. Посада прем'єр-міністра була скасована у 1961 році. На першій фазі свого правління головною його проблемою були повстанці, які намагалися насильно відновити владу Еядеми. У жовтні спроба викрасти його не вдалася, і в листопаді його офіс був оточений танками. Вільні президентські вибори, призначені на 1992 рік, були скасовані. Конфлікт між прихильниками президента та уряду Коффіго був вирішений під міжнародним посередництвом.
За підтримки армії президент зберіг свої владні позиції, і це підтвердилося 25 серпня 1993 року коли він отримав 96,42 % голосів виборців, при бойкоті виборів більшістю опозиційних партій. Термін Коффіго закінчився 23 квітня 1994 року, коли опозиційному політику Едему Коджо було доручено сформувати коаліційний уряд. У лютому Коффіго був єдиним депутатом своєї партії Координація нових сил (CFN), який був обраний до парламенту на перших багатопартійних виборах з 1958 року. У 1998 році він став міністром закордонних справ в уряді Квасі Клуце і залишався на посаді до 2000 року.
Як посередник він брав участь у переговорах про припинення вогню під час громадянської війни в Гвінеї-Бісау в 1999 році та в переговорах у Ломе про мирну угоду між учасниками громадянської війни в Сьєрра-Леоне. У жовтні 2000 року він став міністром регіонального розвитку та зв'язків із парламентом.
У травні 2005 року він став головою комісії розслідування жорстоких зіткнень під час президентських виборів 24 квітня 2005 року, в яких переміг Фор Гнассінгбе.